# Tosarhombus
Tosarhombus is een geslacht van straalvinnige vissen uit de familie van botachtigen (Bothidae).

## Soorten
- Tosarhombus brevis Amaoka, Mihara & Rivaton, 1997
- Tosarhombus longimanus Amaoka, Mihara & Rivaton, 1997
- Tosarhombus neocaledonicus Amaoka & Rivaton, 1991
- Tosarhombus nielseni Amaoka & Rivaton, 1991
- Tosarhombus octoculatus Amaoka, 1969
- Tosarhombus smithi (Nielsen, 1964)